# Liverpool Gangster
Liverpool Gangster (OT: Going Off Big Time) ist ein britischer Gangsterfilm von Jim Doyle aus dem Jahr 2000.

## Handlung
In ganz Liverpool verbreitet sich die Nachricht: Mark Clayton hat Billy Hannassey ermordet, den Sohn des stadtbekannten Gangsterbosses George Hannassey. Dessen Gefolgsleute sind nun hinter ihm her und stürmen die Kneipe, die der Crew um Mark als Treffpunkt dient. Mark versteckt sich jedoch bei seiner Anwältin Stacey und rekapituliert seinen Lebensweg:
In jungen Jahren bekommt er Ärger mit einem stadtbekannten Schläger. Bei dem Versuch ihm aus dem Weg zu gehen, greift er fälschlicherweise einen Polizisten an und wird zu vier Jahren Haft verurteilt. Die Jahre sind hart und er steht sie nur mit Hilfe eines älteren Insassen namens Murray durch, der ihn unter seine Fittiche nimmt. Als der Schläger Ozzi in das Gefängnis kommt, entwickelt Mark eine Freundschaft zu dem etwas dumm wirkenden Mann. Bei einem dummen Streich erhält Ozzi eine harte Strafe, er muss zu einem bulligen Gefangenen in die Zelle, der berüchtigt dafür ist, seine Zellengenossen zu vergewaltigen. Mark kann dies nicht lange mit ansehen und schmiedet zusammen mit Ozzie einen Plan. Sie verprügeln den Vergewaltiger. Als dieser jedoch zurückkommt, tötet er statt der beiden Murray, der versucht zu vermitteln.
Als Mark endlich herauskommt, versucht er verzweifelt an einen Job zu kommen, doch immer wieder wird er nach seiner Haftzeit gefragt. Entnervt gibt er auf und wendet sich an einen kleinkriminellen Boss, der ihn ins Drogengeschäft bringt. Mark nimmt Kontakt zu Ozzi auf und engagiert dessen Crew, um die Drogengeschäfte per Eiswagen zu erledigen. Als sie ihr Boss mit läppischen 100 Pfund abspeisen will, entschließt sich die Crew zum Angriff. Sie erledigen den Boss und übernehmen kurzerhand seine Geschäfte. So beginnen sie den Drogenmarkt in den Clubs zu übernehmen und versuchen sich als Schutzgelderpresser. Bei einem dieser Aktionen wird Mark festgenommen, kommt aber kurz darauf wieder frei. Bei ihren Geschäften sind sie George Hannassey auf die Füße getreten, der Mark nun die Rangordnung ins Gedächtnis ruft.
Mark gibt, sehr zum Ärger von Ozzie, der sich übergangen fühlt, klein bei und konzentriert sich wieder auf leichtere Jobs. Außerdem hat Mark zwischenzeitlich Natasha kennengelernt, seine erste ernstzunehmende Beziehung. Bevor sie ihn ihrem Vater vorstellen will, kommt es zur Eskalation zwischen Ozzi und George. Mark versucht zu vermitteln, doch Ozzi hat die Kontrolle verloren und schmiedet Rachepläne. Mark betrachtet Natasha jedoch als Flucht aus seinem alten Leben und hofft auf einen Neuanfang. Leider entpuppt sich Natashas Vater als ein Bauunternehmer, den Mark schon einmal betrogen hatte. Als Mark erkennt, dass er an sein Gangsterleben gebunden ist, beschließt er auf Ozzi zu hören. Zusammen stürmen sie eine Kneipe, in der Billy Hannassey verkehrt. Mark macht ihm Angst und gibt einen Warnschuss ab. Das reicht jedoch Ozzi nicht, und er erschießt den Sohn des Bosses.
Nachdem Mark dies seiner Anwältin berichtet hat, versucht er, mit ihrem Wagen zu fliehen. Zwischenzeitlich ist Ozzi von Georges Schergen erschossen worden und auch Mark wird in seinem Fluchtwagen erschossen.

## Hintergrund
Der britische Independent-Film wurde bereits 2000 gedreht. Bei den British Independent Film Awards erhielt der Film drei Nominierungen und Regisseur Jim Doyle eine Nominierung für den Douglas Hickox Award, der an den Regisseur mit für den besten Debütfilm verliehen wird. Beide gingen jedoch leer aus. Im Zuge des Erfolgs britischer Gangster- und Hooligan-Filme, wie Snatch – Schweine und Diamanten, Layer Cake und The Football Factory erschien der Film 2008 auch in Deutschland, veröffentlicht von Ascot Elite.

## Kritik
„Ein Film über Aufstieg und Fall eines Gangsters, der durch die realistische Milieuzeichnung für sich einnimmt, ansonsten aber in Klischees erstarrt.“